# Das Waldhaus

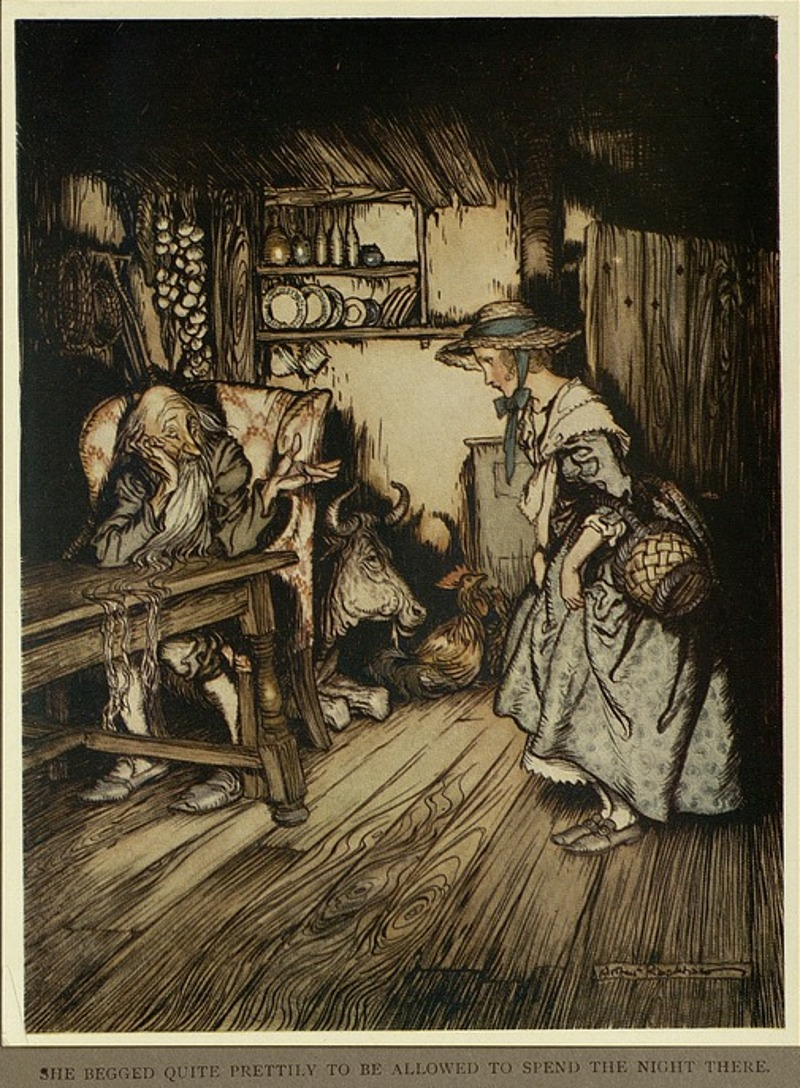
Illustration von Arthur Rackham, 1917

Das Waldhaus ist ein Märchen (ATU 431). Es steht in den Kinder- und Hausmärchen der Brüder Grimm ab der 4. Auflage von 1840 an Stelle 169 (KHM 169).

## Inhalt
Ein armer Holzhauer trägt, als er zur Arbeit geht, seiner Frau auf, ihm von der ältesten Tochter das Mittagessen bringen zu lassen. Als diese nicht kommt, lässt er am nächsten Tag die zweite und dann die jüngste schicken. Beim ersten Mal streut er Hirsekörner als Wegmarkierung aus, beim zweiten Mal Linsen und dann Erbsen. Aber alle Töchter verirren sich im Wald, weil die Vögel die Körner aufpicken. Jede bittet bei einem alten Mann in einem Waldhaus um Unterkunft. Der fragt erst seine Tiere, ein Hühnchen, ein Hähnchen und eine Kuh, und lässt die Mädchen Essen kochen. Die beiden älteren essen mit ihm und wollen dann schlafen. Die Tiere beklagen die Vernachlässigung. Der Alte schickt sie dennoch in eine Schlafkammer. Als er sie schlafend findet, lässt er sie durch eine Falltür in den Keller sinken. Nur die jüngste versorgt auch die Tiere. Am nächsten Morgen erwacht sie in einem Schloss mit drei Dienern und einem Königssohn, die sie von einer Verwünschung erlöst hat. Sie heiratet den Königssohn und die älteren Töchter werden zur Besserung als Mägde zu einem Köhler geschickt.

## Stilistische Besonderheiten

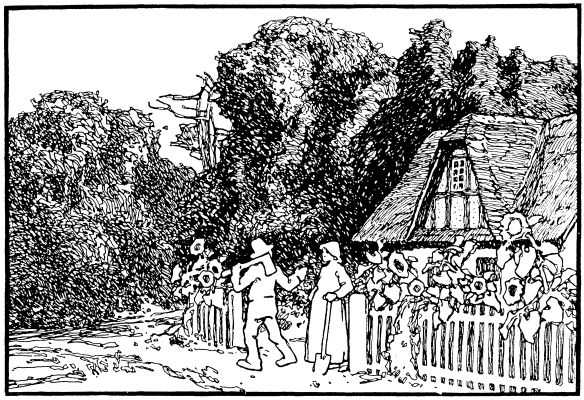
Illustration von Otto Ubbelohde, 1909

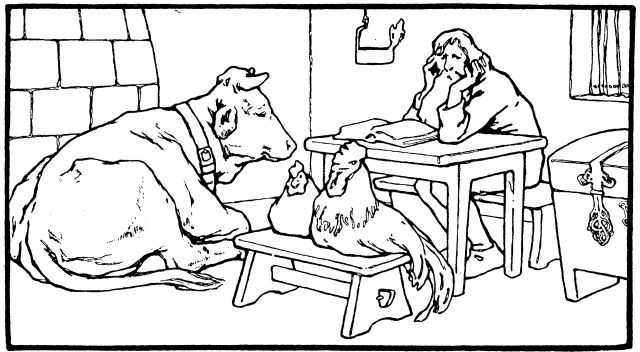
Illustration von Otto Ubbelohde, 1909

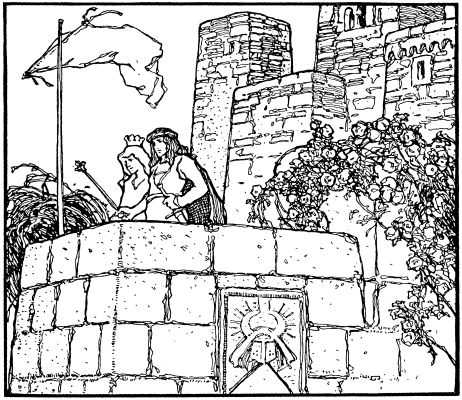
Illustration von Otto Ubbelohde, 1909

Der Alte fragt immer wieder seine Tiere:

„Schön Hühnchen,

Schön Hähnchen

Und du schöne bunte Kuh,

Was sagst du dazu?“

Die Tiere antworten zuerst nur „Duks!“. Als die älteren Töchter sich schlafen legen wollen, sagen die Tiere:

„Du hast mit ihm gegessen,

Du hast mit ihm getrunken,

Du hast an uns gar nicht gedacht,

Nun sieh auch, wo du bleibst die Nacht.“

Die dreimalige Wiederholung „Du hast“ klingt dabei wie eine Anklage. Am Schluss heißt es dagegen:

„Du hast mit uns gegessen,

Du hast mit uns getrunken,

Du hast uns alle wohlbedacht,

Wir wünschen dir eine gute Nacht.“

Die Geschichte erinnert an viele andere Märchen, in denen sich ein Kind im dunklen Wald verirrt, ein einsames Haus vorkommt oder ein verwunschener Königssohn erlöst wird, was stets durch Güte und Rechtschaffenheit gelingt. Typisch sind auch die dreifachen Wiederholungen.

## Herkunft und Anmerkungen
Wilhelm Grimm bearbeitete das von Karl Goedeke in Delligsen nach mündlicher Überlieferung aufgeschriebene Zaubermärchen. Ihm gefiel die Schilderung des Zusammenlebens von Menschen und Haustieren, wie es die alte Thiersage voraussetzt. Neuer sei deren Auffassung als verwandelte Menschen, hier zur Prüfung des Mädchens wie in KHM 24 Frau Holle.
Vgl. zur verlorenen Spur im Wald KHM 15 Hänsel und Gretel, KHM 40 Der Räuberbräutigam, zur Prüfung auch KHM 13 Die drei Männlein im Walde, KHM 135 Die weiße und die schwarze Braut, KHM 201 Der heilige Joseph im Walde, Bechsteins Die Goldmaria und die Pechmaria. Heinz Rölleke betont die Ähnlichkeit zu Der heilige Joseph im Walde. Der Text sei „offensichtlich in jüngerer Zeit entstanden“, mit pädagogischem Motiv der Fürsorge für Tiere wie in anderen Grimms Märchen, wie KHM 27 Die Bremer Stadtmusikanten, KHM 48 Der alte Sultan. Hans-Jörg Uther nennt noch Die belohnte Freigebigkeit, oder das Glück der schönen Klara in Feen-Mährchen. Zur Unterhaltung für Freunde und Freundinnen der Feenwelt (anonym bei Verleger Friedrich Bernhard Culemann, Braunschweig 1801).
Lutz Röhrich kam zu der Auffassung, dass Verwandlungen nur eine spätere Rationalisierung der ursprünglichen Einheitsvorstellung von Mensch und Tier sind. Der Alte mit dem eisgrauen Bart könnte wie Frau Holle ein Hinweis auf den Herr der Tiere aus animistischen Glaubensvorstellungen sein. Der eigens eingerichtete Märchentyp AaTh 431 wurde aber nur im deutschsprachigen Raum gefunden, scheint also recht jung zu sein. Dafür spricht auch die offenbar christliche Umdeutung der Prüfung und der Tiergefährten als Haustiere.

## Interpretation
Der alte Mann wird oft als Sinnbild der Weisheit aufgefasst. Er fragt seine Tiere um Rat, obwohl sie zunächst nur Laute von sich geben. Sie stehen eher für Instinkte, die dem Verstand dienen, die aber auch geachtet und gepflegt werden wollen. Er lebt offenbar einsam, sein Verhalten und die Beschreibung seines Bartes als eisgrau deuten auf eine Starre und Kälte hin, umgeben von der Dunkelheit und ungezähmten Wildheit des nächtlichen Waldes. Sowohl der Keller unter der Erde als auch der Köhler stellen einen gewissen Hinweis auf die Hölle dar, während die gute Seele in einem weiten und hellen Saal erwacht.
Als Naturgeist fordert der Greis Rücksicht auf die tierische Erbmasse, als Mann Hingabe. In anderen Märchen ist er selbst ein Tier (KHM 88). So wie die Tochter (Anima) den Schaden der Hexe (nefaste Mutter) ausgleicht, wandelt sich das Vaterbild zum Sohn (Animus). Auch in Schneewittchen löst der Prinz die Zwerge ab, für die in Varianten ein Greis steht. Homöopath Martin Bomhardt vergleicht zum Märchen Pulsatilla pratensis.

## Adaptionen
Auf Grundlage des Märchens entstand 1968 beim DEFA-Studio für Trickfilme ein Animationskurzfilm. Regisseur war Bruno J. Böttge. Das Werk unterscheidet sich dahingehend von der Vorlage, dass hier nur zwei Schwestern auftreten, es dafür aber mehrere tierische Charaktere gibt.
Eine Theaterfassung mit Komödienelementen von Angelika und Ralph Langlotz wurde am 4. Dezember 2010 auf der kleinen bühne 70 in Kassel uraufgeführt. Die Musik schrieb Benny Oschmann, Regie führte Ralph Langlotz selbst.